# Anaspis rufilabris
Anaspis rufilabris är en skalbaggsart som först beskrevs av Leonard Gyllenhaal 1827.  Anaspis rufilabris ingår i släktet Anaspis, och familjen ristbaggar. Arten är reproducerande i Sverige.

## Bildgalleri

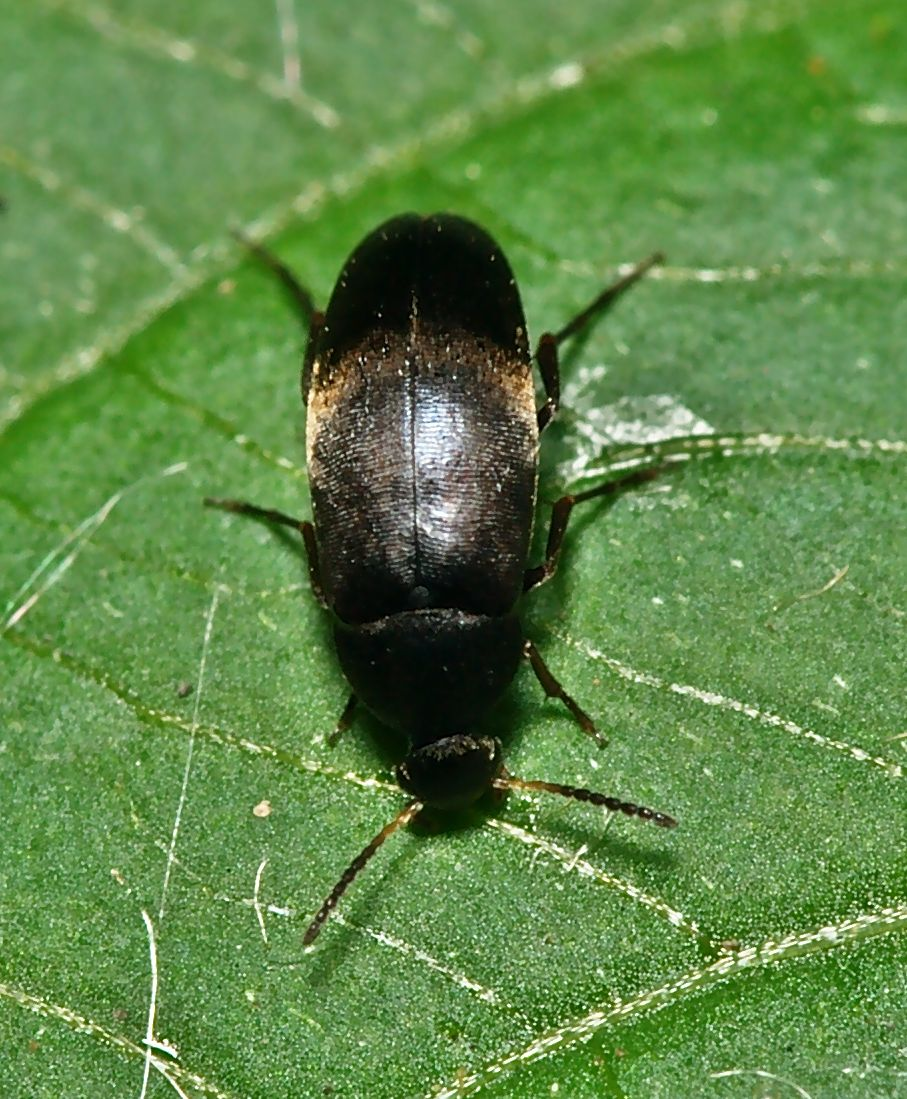